# Chandler (Arizona)
Chandler város az USA Arizona államában Maricopa megyében. Lakosainak száma 275 987 fő (2020. április 1.).

## Népesség
A település népességének változása:

| 2010 | 236 123 |
| 2020 | 275 987 |